# العلاقات الفرنسية القطرية
العلاقات الفرنسية القطرية هي العلاقات الثنائية التي تجمع بين فرنسا وقطر.

## مقارنة بين البلدين
هذه مقارنة عامة ومرجعية للدولتين:
| وجه المقارنة                                              | فرنسا                                                    | قطر           |
| --------------------------------------------------------- | -------------------------------------------------------- | ------------- |
| المساحة (كم2)                                             | 643.80 ألف                                               | 11.44 ألف     |
| عدد السكان (نسمة)                                         | 67.12 مليون                                              | 2.64 مليون    |
| الكثافة السكانية (ن./كم²)                                 | 104.26                                                   | 230.77        |
| العاصمة                                                   | باريس                                                    | الدوحة        |
| اللغة الرسمية                                             | لغة فرنسية                                               | اللغة العربية |
| العملة                                                    | يورو، فرنك س ف ب، فرنك فرنسي، Livre tournois ‏            | ريال قطري     |
| الناتج المحلي الإجمالي (بليون دولار)                      | 2.58 تريليون                                             | 167.61 مليار  |
| الناتج المحلي الإجمالي (تعادل القوة الشرائية) بليون دولار | 2.87 تريليون                                             | 316.40 مليار  |
| الناتج المحلي الإجمالي الاسمي للفرد دولار أمريكي          | 36.20 ألف                                                | 73.65 ألف     |
| الناتج المحلي الإجمالي للفرد دولار أمريكي                 | 39.33 ألف                                                | 141.54 ألف    |
| مؤشر التنمية البشرية                                      | 0.888                                                    | 0.850         |
| رمز المكالمات الدولي                                      | +33                                                      | +974          |
| رمز الإنترنت                                              | .fr، .bzh ‏، .tf، .re، .wf، .yt، .pm، .paris              | .qa           |
| المنطقة الزمنية                                           | أوروبا/باريس ‏، توقيت وسط أوروبا، توقيت وسط أوروبا الصيفي | ت ع م+03:00   |

## منظمات دولية مشتركة
يشترك البلدان في عضوية مجموعة من المنظمات الدولية، منها:
| علم المنظمة | اسم المنظمة                               | تاريخ انضمام فرنسا | تاريخ انضمام قطر |
| ----------- | ----------------------------------------- | ------------------ | ---------------- |
|             | يونسكو                                    | 4 نوفمبر 1946      | 27 يناير 1972    |
|             | وكالة ضمان الاستثمار متعدد الأطراف        | 28 ديسمبر 1989     | 22 أكتوبر 1996   |
|             | الأمم المتحدة                             | 24 أكتوبر 1945     | 21 سبتمبر 1971   |
|             | الاتحاد البريدي العالمي                   | ?                  | ?                |
|             | البنك الدولي للإنشاء والتعمير             | 27 ديسمبر 1945     | 25 سبتمبر 1972   |
|             | المنظمة الهيدروغرافية الدولية             | ?                  | ?                |
|             | الاتحاد الدولي للاتصالات                  | 1866               | 27 مارس 1973     |
|             | منظمة حظر الأسلحة الكيميائية              | ?                  | ?                |
|             | مؤسسة التمويل الدولية                     | 20 يوليو 1956      | 11 أكتوبر 2008   |
|             | المركز الدولي لتسوية المنازعات الاستشارية | 20 سبتمبر 1967     | 20 يناير 2011    |
|             | منظمة التجارة العالمية                    | 1995               | ?                |
|             | منظمة الشرطة الجنائية الدولية             | ?                  | ?                |

## أعلام
هذه قائمة لبعض الشخصيات التي تربطها علاقات بالبلدين:
- أمين ليكومت (لاعب كرة قدم مغربي، 26 أبريل 1990[23] – )
- برتراند روينه (لاعب كرة يد قطري، 17 فبراير 1981 – )
- حمد بن عبد العزيز الكواري (دبلوماسي قطري، 1948 – )
- دامي تراوري (19 مايو 1986 – )
- عبد الرحمن بن حمد العطية (سياسي قطري، 15 أبريل 1950 – )

## وصلات خارجية
- موقع وزارة الخارجية الفرنسية
- موقع وزارة الخارجية القطرية